# Ian Paice
Ian Anderson Paice (sinh ngày 29 tháng 6 năm 1948) là một nhạc công người Anh, nổi danh nhất với vai trò tay trống và thành viên sáng lập sót lại cuối cùng của ban nhạc rock người Anh Deep Purple. Ông được xem là một trong những tay trống xuất sắc nhất mọi thời đại.

## Sự nghiệp

### Những năm đầu đời
Sinh ra tại Nottingham trước khi chuyển tới miền nam lúc còn bé, Paice có được bộ trống đầu tiên vào năm 15. Ông bắt đầu sự nghiệp chuyên nghiệp vào đầu thập niên 1960 với vai trò tay trống trong ban nhạc dance của cha mình. Ban nhạc đầu tiên mà ông hoạt động tên là Georgie & the Rave-Ons, sau đổi tên thành Shindigs; họ phát hành đĩa đơn đầu tay vào năm Paice 17 tuổi cùng George Adams. Năm 1966 Paice gia nhập MI5, rồi nhóm sớm đổi tên thành the Maze. Dù chủ yếu hoạt động là một ban nhạc chơi tại câu lạc bộ, the Maze đã cho ra đời một số đĩa đơn, thu nhạc nhiều ở Ý và Pháp.

### Deep Purple
The Maze có sự tham gia của Rod Evans; anh cùng Paice đã thành lập đội hình sáng lập của Deep Purple vào tháng 3 năm 1968. Evans trả lời một tờ tuyển mộ ở vị trí hát chính mà ban quản lý của Deep Purple đăng, và xuất hiện trong buổi thử giọng với Ian Paice. Vì Bobby Woodman (tay trống lựa chọn đầu tiên của Deep Purple) thể hiện sự không vui với định hướng của ban, nhóm đã vội vàng sắp xếp một buổi diễn thử cho Paice, với nghệ sĩ guitar Ritchie Blackmore là người cầm trịch. Trong buổi phỏng vấn sau này, Blackmore kể: "Tôi đã tìm kiếm Ian Paice trong khoảng một năm sau khi thấy anh ấy diễn ở Hamburg. Anh ấy là một tay trống cừ khôi. Và là chiếc mô tô của ban nhạc". Trước khi có mặt ở đội hình hiện tại, Deep Purple đã trải qua nhiều lần thay đổi nhân sự từ ngày thành lập, và Paice trở thành thành viên đội sáng lập cuối cùng sót lại trong ban nhạc tính tới ngày nay. Trong thời gian này, Paice tham gia vào các dự án ghi nháp cho nhà sản xuất nhạc Derek Lawrence.

### Whitesnake
Sau khi Deep Purple tan rã, Paice tiếp tục lập một nhóm nhạc mới tên là Paice Ashton Lord vào năm 1976. Ban nhạc còn có sự tham gia hoạt động của ca sĩ/nghệ sĩ piano Tony Ashton, nghệ sĩ organ Jon Lord của Deep Purple, nghệ sĩ guitarist/giọng ca Bernie Marsden và nghệ sĩ bass Paul Martinez; ông thu âm một album (Malice in Wonderland) và chỉ chơi vỏn vẹn 5 liveshow. Paice Ashton Lord bị tạm ngừng hoạt động vào năm 1977, giữa chừng thu âm album thứ hai của nhóm. Sau đấy nhóm tan rã, được cho là vì Tony Ashton chỉ cảm thấy ở nhà khi chơi các liveshow tại những câu lạc bộ nhỏ.
Tháng 8 năm 1979, Paice nhận lời mời của David Coverdale Để gia nhập Whitesnake trong tour diễn ở Nhật quảng bá cho album Lovehunter. Ông ở cùng ban nhạc trong gần 3 năm. Ông xuất hiện trong các album của Whitesnake gồm Ready an' Willing (1980), Live...in the Heart of the City (1980), Come an' Get It (1981) và Saints & Sinners (1982).

## Danh sách đĩa nhạc
| MI5 & The Maze - 1966 You'll Never Stop Me Loving You/Only Time Will Tell (SP, UK) - 1966 Hello Stranger/Telephone (SP, UK) - 1967 Aria Del Sud/Non Fatemio Odiare (SP, Italy) - 1967 Harlem Shuffle/What Now/The Trap/I'm So Glad (EP, France) - 1967 Catari, Catari/Easy Street (SP, UK) Gary Moore Band - 1982 Corridors of Power - 1983 Falling in Love with You (EP) - 1983 Rockin' Every Night - Live in Japan (European release: 1986) - 1983 Victims of the Future - 1984 We Want Moore! Solo - 2002 Not for the Pro's (DVD+CD) - 2005 Chad Smith & Ian Paice – Live Performances, Interviews, Tech Talk and Soundcheck (DVD) - 2006 Modern Drummer Festival 2005 (DVD) - 2007 Ian Paice and Friends Live in Reading 2006 (DVD) - 2007 Ian Paice and Lee Joe Band — Live In Belgorod 2007, Interview (DVD) - 2015 Ian Paice's Sunflower Superjam - Live at The Royal Albert Hall 2012 - 2016 Ian Paice The Legend - Rock Summit 2014 (DVD) Film and TV appearances - 1983 Rock School (BBC, educational) - 1991 Deep Purple – Heavy Metal Pioneers (Warner, interviewee) - 1995 Rock Family Trees, ep. 'Deep Purple' (BBC, interviewee) - 2002 Classic Albums, ep. 'Deep Purple – Machine Head' (ITV, interviewee) - 2004 Roger Glover – Made in Wales (ITV, interviewee) - 2005 Hard Rock Treasures (Feature, interviewee) - 2006 Heavy Metal: Louder Than Life (Feature, interviewee) - 2007 Highway Star: A Journey in Rock (interviewee) - 2010 I'm in a Rock n' Roll Band, ep. The Drummer (BBC, interviewee) - 2011 Metal Evolution, eps. Pre-Metal, Early Metal, Part 2: UK Division (VH1, interviewee) - 2013 Behind The Music Remastered, ep. 'Deep Purple' (VH1, interviewee) - 2013 Jon Lord: It's All Music (BBC, interviewee) - 2014 Made in Japan - The Rise of Deep Purple Mk II (interviewee) | Sessions & guest appearances - 1967 Do Your Own Thing/Goodbye Baby Goodbye (Soul Brothers, SP) - 1968 I Shall Be Released/Down In The Flood (Boz Burrell, SP) - 1968 I Feel Fine/Let Me Love You (Tony Wilson, SP) - 1968 Sundragon (Sundragon) - 1971 Natural Magic (Green Bullfrog) - 1971 In My Time (Mike Hurst) - 1972 Gemini Suite (Jon Lord) - 1972 ELF (ELF - as co-producer) - 1972 Rolling With My Baby [Single] (Silverhead - as producer) - 1972 Home is Where You Find It (Eddie Hardin) - 1972 The Pete York Percussion Band (The Pete York Percussion Band) - 1973 Squeeze (Velvet Underground) - 1973 Bump & Grind (Jackson Heights) - 1974 E.H. in the UK – (Eddie Harris) - 1974 First of the Big Bands (Tony Ashton & Jon Lord) - 1975 Funkist (Bobby Harrison) - 1975 Get Off II (NAPRA) - 1977 You Can't Teach An Old Dog New Tricks (Eddie Hardin) - 1978 Composition (Kirby) - 1980 And About Time Too (Bernie Marsden) - 1980 Free Spirit (Ken Hensley, "Brown Eyed Boy") - 1981 Look at Me Now (Bernie Marsden) - 1982 Before I Forget (Jon Lord) - 1983 Arrested – The Royal Philharmonic Orchestra & Friends Tribute to Police ("Truth Hits Everybody", "Arrested", "Message in a Bottle", "Invisible Sun") - 1987 Super Drumming (Pete York & Friends) - 1988 The Christmas Album (Keith Emerson, "Captain Starship Christmas") - 1989 Best of Dark Horse 1976–89 (George Harrison) - 1990 Jump The Gun (Pretty Maids) - 1990 Pete York Presents Super Drumming Volume 3 (Pete York & Friends) - 1993 BBC Radio 1 Live in Concert '74 (Tony Ashton & Jon Lord) - 1994 From Time To Time (Ken Hensley, "Inspiration") - 1999 Run Devil Run (Paul McCartney) - 1999 Live at the Cavern (Paul McCartney, DVD) - 2001 Living on the Outside (Jim Capaldi) - 2001 Twister (Max Magagni) - 2002 Dal Vero (Tolo Marton, "Stone Free", "Hey Joe") - 2003 E-Thnik (Mario Fasciano) - 2006 Gillan's Inn (Ian Gillan, "Sugar Plum", "Trashed", "Smoke on the Water", "No Laughing in Heaven") - 2006 Time To Take A Stand (Moonstone Project, +2008 extended ed., "Rose in Hell", "Where Do You Hide The Blues You've Got", "Silent Hunter") - 2007 Little Hard Blues (Andrea Ranfagni, "Forget My Boogie", ) - 2007 One Night Jam (Lee Joe Fiafari, "Sweet Girl") - 2009 Rebel on the Run (Moonstone Project, song "Halfway To Heaven") - 2010 Stay Tuned (Bernhard Welz, "Drum Jam – live 2002") - 2010 Made in Verona – Live (Forever Deep – The Italian Deep Purple Tribute) - 2011 Seeking Major Tom (William Shatner, "Space Truckin'") - 2012 Raining Rock (Jettblack, "Feel the Love", CD single) - 2012 A Spoonful of Time (Nektar Tribute Album, "For the Love of Money") - 2012 Who Are You: An All Star Tribute To The Who ("Bargain") - 2013 Forever Deep (Forever Deep, "The Wish", "Without Your Love", "Marosh") - 2014 Shine (Bernie Marsden, "Trouble") - 2014 Celebrating Jon Lord - 2015 This Is The Thing #1 (Purpendicular) - 2015 Sunflower Super Jam Live at the Royal Albert Hall 2012 - 2016 Unfolding (Steve Balsamo & Rosalie Deighton) - 2017 "Paicey Story, Made In Breizh - 2017 Venus To Volcanus (Purpendicular) - 2021 DMX - X Moves (Ft. Bootsy Collins & Steve Howe & Ian Paice) |